# SyQuest EZ135

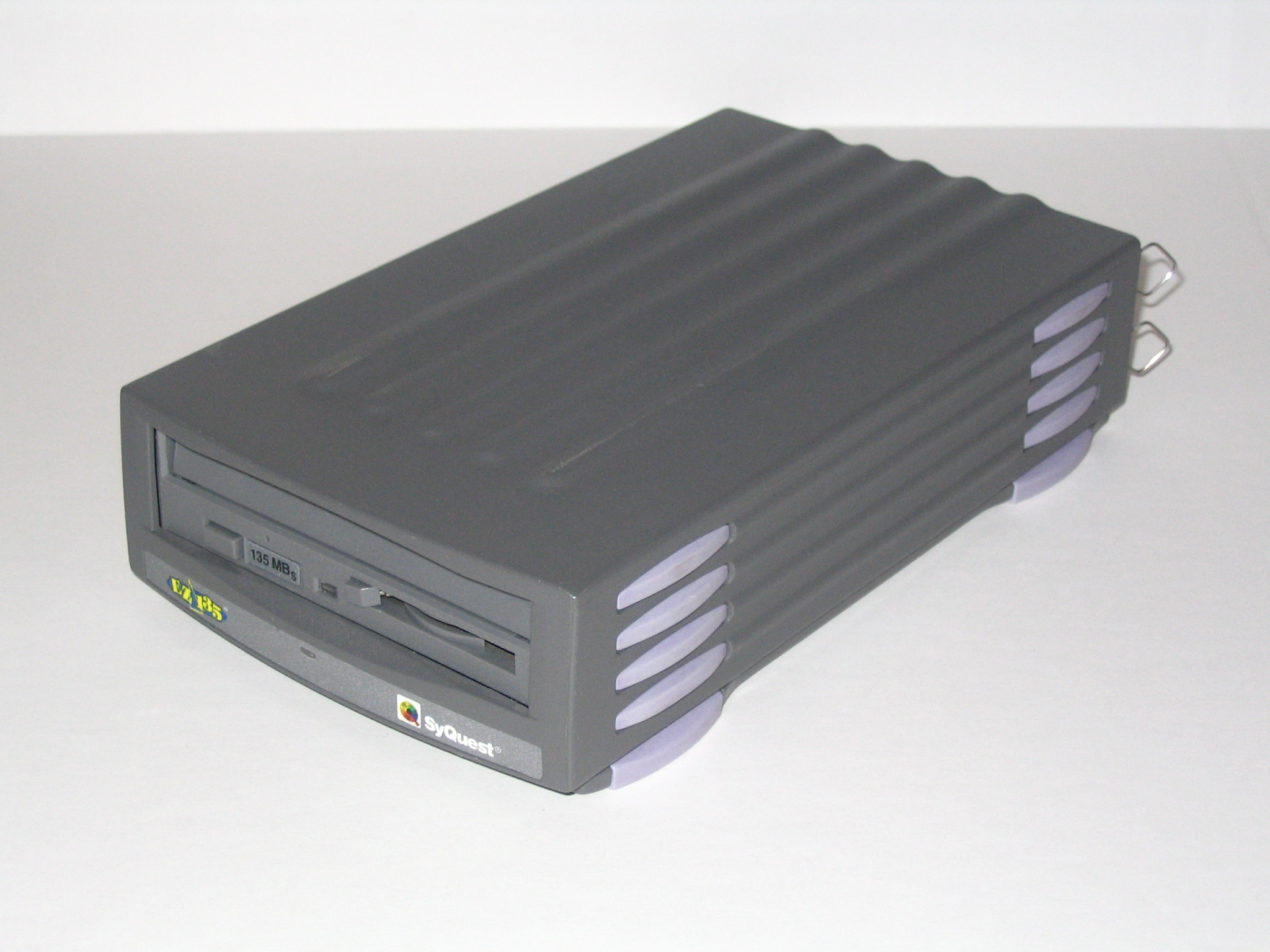
SyQuest EZ135 externo SCSI.

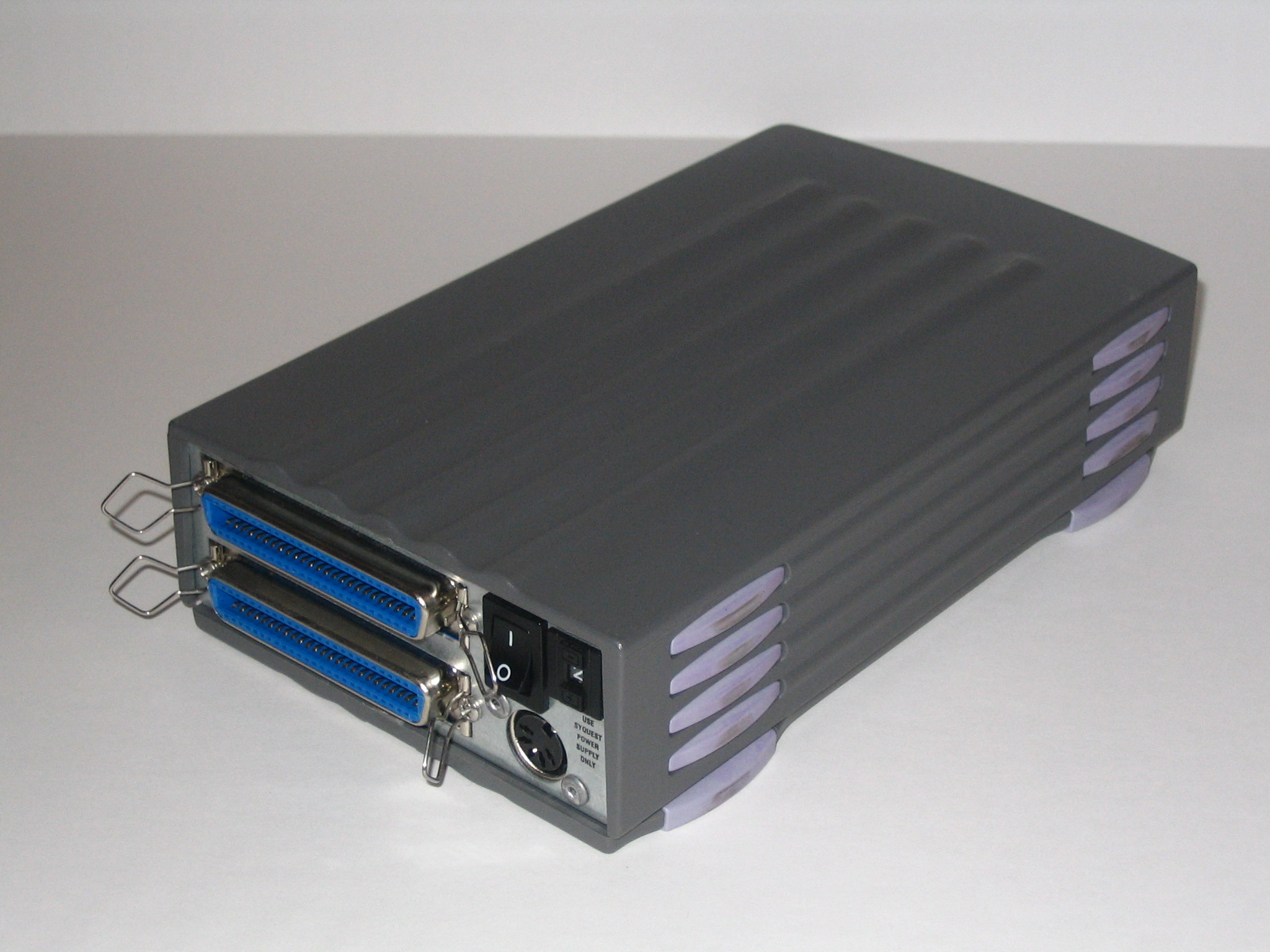
SyQuest EZ135 vista trasera.

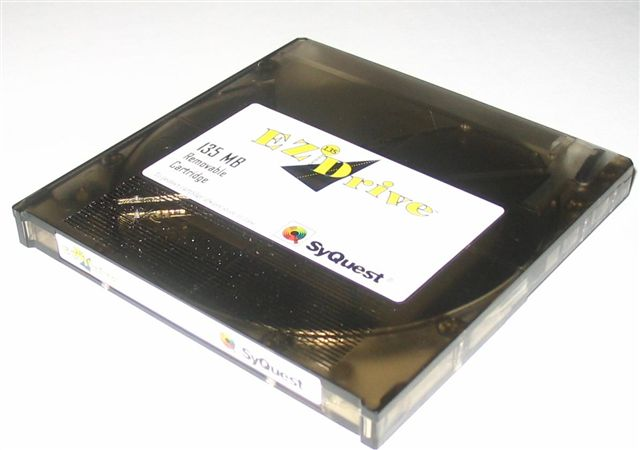
Disco SyQuest EZ135.

El SyQuest EZ135 es una unidad extraíble de disco duro de 3,5 pulgadas fabricada y comercializada por SyQuest Technology. Tenía una capacidad máxima de 135 MB por disco. Fue lanzado en agosto de 1995 a un precio inicial de 200 dólares la unidad interna y 240 la externa; cada disco tenía un precio de 20 dólares. Fue reemplazado por el SyQuest EZFlyer, lanzado en 1996. El EZFlyer podía leer y escribir discos EZ135, además de utilizar discos de 230 MB.

## Especificaciones
El SyQuest EZ135 estaba disponible de dos formas :
- Unidad interna con interfaz IDE o SCSI (conector de cinta plana de 50 pines)
- Unidad externa con interfaz de puerto paralelo o SCSI

Las unidades internas tienen un tamaño de 101,6 x 150 x 25,4 mm (4 x 5,91 x 1 pulgadas) y un peso de 425 gramos (15 onzas. Vienen con las perforaciones estándar para los tornillos de fijación y en su trasera el conector de cinta adecuado a la interfaz y los jumpers de configuración.
Las unidades externas tienen una carcasa de plástico gris con estrías para facilitar su transporte manual, y unas patas ovaladas en plástico rosa, tanto en la base como en los laterales, para poder situarlas en horizontal o vertical garantizando la ventilación. Miden 122 x 215 x 53 mm (4,80 x 8,45 2,08 pulgadas) y un peso de 1,05 kilogramos (2,3 libras). En la trasera se encontraba el conector DIN 5 de la fuente de alimentación externa, el interruptor eléctrico y dos conectores micro ribbon hembra de 50 pines (en el SCSI) o un DB-25 macho y uno hembra (en el de puerto paralelo). La unidad de puerto paralelo incluía además el cable de conexión, pudiendo conectarse a la unidad una impresora, pero no otras unidades de almacenamiento. Ambas incluían la fuente de alimentación, un juego de tres disquetes con el software de instalación y utilidades para DOS/Windows y Windows 95; drivers parar Windows NT y OS/2 y el manual universal en formato PDF.
La diferencia principal entre todas es la tasa de transferencia de datos :
| Transferencia MB/segundo | SCSI | IDE | Paralelo  |
| ------------------------ | ---- | --- | --------- |
| Ráfaga                   | 4,0  | 4,0 | 1,0       |
| Sostenida Max            | 5,0  | 2,4 | hasta 1,0 |
| Sostenida Min            | 2,0  | 1,4 | hasta 1,0 |

- Tamaño de búfer : 64 Kilobytes
- Interleave : 1:1
- Tiempo de arranque : 8 segundos
- Tiempo de parada : 10 segundos
- Tiempo de búsqueda:
  - Pista a pista : 3 milisegundos
  - Promedio :	13,5 milisegundos
  - Máximo : 26 milisegundos
  - Promedio de latencia : 8,33 milisegundos
- Velocidad de rotación : 3.600 rpm (+0,1%)
- Método de grabación : 8 zonas de frecuencia
- Modulación de Código : RLL (1,7)
- Consumo eléctrico : alimentación de 5 Voltios DC
  - Lectura/Escritura 4,5 Vatios
  - Búsqueda : 5 W
  - Arranque del motor : 2 W
  - Espera : 2 W
  - Dormido : 1 W

Es capaz de soportar una caída de 3G operativo y de hasta 80 G no operativo y sin cartucho dentro.
El cartucho SQ135 tiene unas dimensiones de 97,31 x 98,6 x 9,9 mm (3,83 x 3,88 x 0,39 pulgadas) y un peso de 83 gramos (2,9 onzas) y consta de un plato de datos de simple cara y mecanismo servomotor embebido. Todo ello protegido por una carcasa de plástico traslúcido color humo. Dispone de 512 cilindros con una densidad por pista de 3.280 y 512 bytes por bloque, con una capacidad de 135 MB. Sus datos oficiales de fiabilidad y mantenimiento son :
- Error de datos no recuperable : 1 de 10.000.000.000.000
- Tiempo medio entre fallos :	200.000 horas
- Inserciones del cartucho : 20.000 ciclos (mínimo)
- Ciclos de arranque/parada : 100.000 (mínimo)
- Vida de los componentes : 5 años de funcionamiento ininterrumpido

## Ventas
El SyQuest EZ135 fue diseñado como un competidor del Iomega Zip. En la caja original se detallaban como ventajas :
- Mayor rapidez
- Alta capacidad
- Garantía de 2 años

Adicionalmente los consumibles tenían una garantía de 5 años.
En su contra tenía el no ser compatible con modelos anteriores de SyQuest (principalmente por tamaño), un precio mayor y que no hubo modelos de más capacidad. Al aumentar la popularidad del Zip, las ventas de SyQuest declinaron hasta entrar en liquidación y ser adquirida su tecnología por Iomega. La empresa siguió como SYQT vendiendo principalmente consumibles para sus modelos históricos, hasta que el auge de las tarjetas de memoria y pendrives de alta capacidad acabaron con un mercado ya seriamente tocado por las unidades ópticas regrabables (CD-ROM y DVD RW)